# アブストラクション・クレアシオン

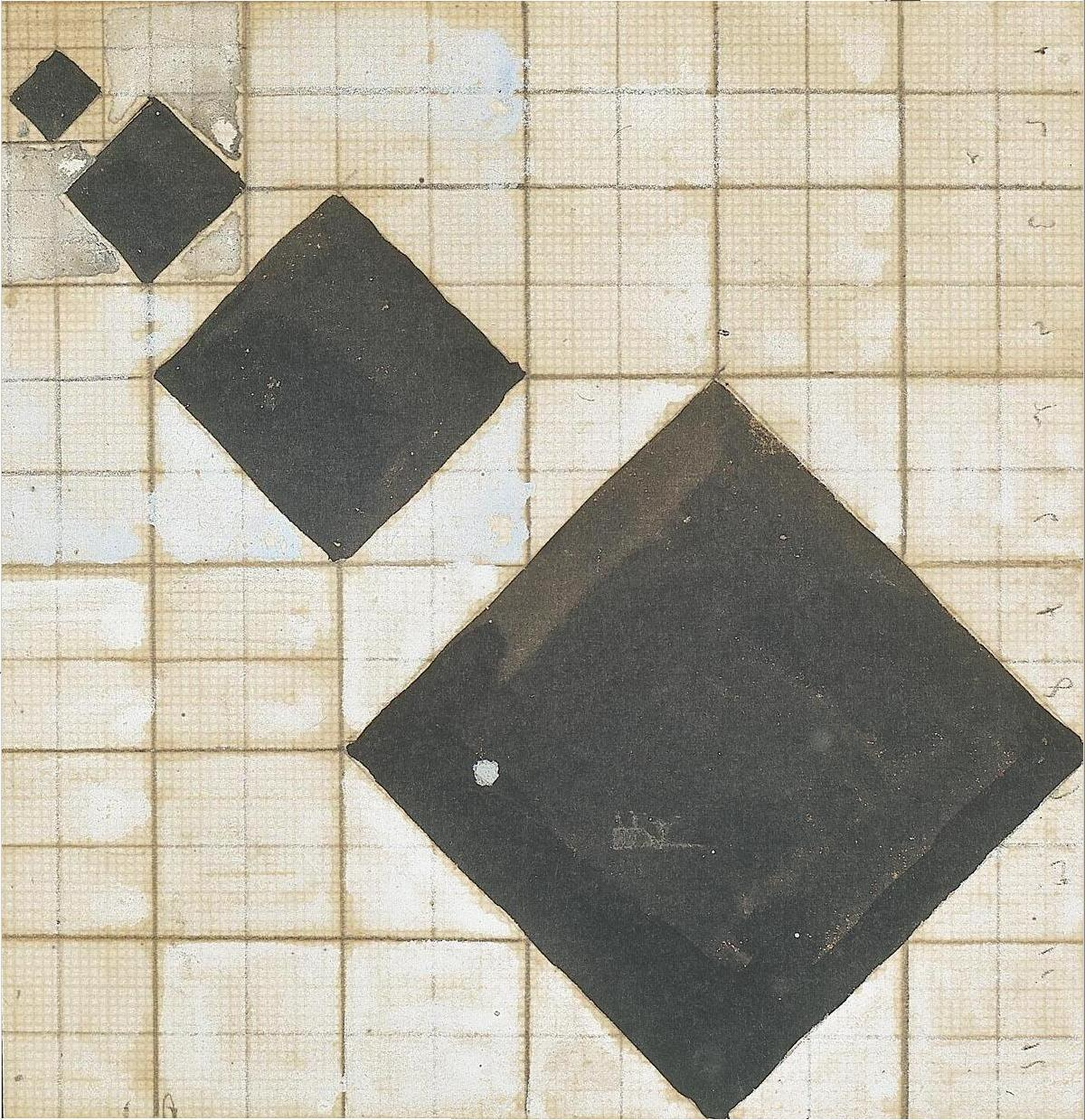
メンバーのテオ・ファン・ドゥースブルフ の作品、"Study for Arithmetic Composition" (1929)

アブストラクション・クレアシオン（Abstraction-Création、「抽象・創造」の意味）は1931年2月15日にパリに設立された、国際的な前衛芸術家（画家、彫刻家、建築家）のグループである。1937年まで6年間ほど活動した。

## 概要
ベルギー出身の彫刻家のジョルジュ・ヴァントンゲルローの主導で創立され、創立メンバーにはフランスの画家オーギュスト・エルバンやジャン・エリオンがいた。パリの芸術グループ「セルクル・エ・カレ（Cercle et Carré）」に属していたメンバーやオランダの抽象画家テオ・ファン・ドゥースブルフのグループが創立メンバーとなり、すぐにメンバーの数は増加し、400人ほどまでに達した。
「アブストラクション・クレアシオン」の結成目的は抽象芸術の発展をはかることで、グループ展をヨーロッパ各地で開催したほか、1932年から1936年の間、5冊の年鑑（revue-cahier）が出版され、年鑑は1968年にニューヨークで再刊された。
グループの活動が終焉した後、ロベール・ドローネーとソニア・ドローネーの主導で1939年に「新現実展（Salon des réalités nouvelles）」が開催され、第二次世界大戦の後の1946年から「新現実展」は「アブストラクション・クレアシオン」の後継団体として 幾何学系抽象芸術の展覧会を開催している。

## アブストラクション・クレアシオンの主なメンバー
以下のようなメンバーがアプストラクシオン＝クレアシオンに参加した。
- ワシリー・カンディンスキー (1866–1944)
- フランティセック・クプカ (1871–1957)
- ピート・モンドリアン (1872–1944)
- キャサリン・ソフィ・ドライア (1877–1952)
- オーギュスト・エルバン (1882–1960)
- テオ・ファン・ドゥースブルフ (1883–1931)
- アントワーヌ・ペヴスナー (1884–1962)
- ソニア・ドローネー (1885–1979)
- ロベール・ドローネー (1885–1941)
- ティハニ・ラヨシュ (1885-1932)
- ジョルジュ・ヴァントンゲルロー (1886–1965)t
- ジャン・アルプ (1886–1966)
- クルト・シュヴィッタース (1887–1948)
- ヨゼフ・アルバース (1888–1976)
- ゾフィー・トイバー＝アルプ (1889–1943)
- エル・リシツキー (1890–1941)
- ナウム・ガボ (1890–1977)
- ヴワディスワフ・ストゥシェミンスキ (1893–1952)
- ベン・ニコルソン (1894–1982)
- メイニー・ジェレット (1897–1944)
- アレクサンダー・カルダー (1898–1976)
- カタジナ・コブロ (1898–1951)
- ルーチョ・フォンタナ (1899–1968)
- バーバラ・ヘップワース (1903–1975)
- ジャン・エリオン (1904–1987)
- ヴォルフガング・パーレン (1905–1959)
- マックス・ビル (1908–1994)
- 岡本太郎 (1911–1996)